# Aleksandr Drujinin
Aleksandr Drujinin   (Sant Petersburg, 8 d'octubre de 1824 (Julià) - Sant Petersburg, 14 de gener de 1864 (Julià)), nom complet amb patronímic Aleksandr Vassílievitx Drujinin, (rus: Алекса́ндр Васи́льевич Дружи́нин), fou un novel·lista, crític literari i traductor rus.

## Biografia
DDruzhinin va néixer en una família acomodada al barri de Golov, part de la gubèrnia de Sant Petersburg. Va ser educat a casa fins a l'edat de setze anys, i després enviat a l'escola militar. Després de graduar-se en 1843, es va incorporar al regiment finlandès de la Guàrdia Imperial russa, on va ser elegit com a bibliotecari del regiment i es va fer amic de Pàvel Fedótov, que després seria un famós pintor. En 1846 es va retirar de l'exèrcit i va començar a treballar com a funcionari civil. Va sortir de l'administració pública després de cinc anys per tal de dedicar-se completament a activitats literàries.
De 1848 a 1855 va ser editor de la important revista literària Sovremennik (El Contemporani). Durant aquest temps va publicar un gran nombre de novel·les curtes, contes i fulletons, va traduir diverses obres de la literatura anglesa al rus i va escriure una biografia del pintor Pàvel Fedótov.
El 1847 va publicar la seva obra més popular, la novel·la epistolar Polinka Saks. Va continuar amb La història d'Aleksei Dmitritx en 1848. Totes dues van ser publicats a Sovremennik, i va rebre elogis del prominent crític Vissarion Belinski. Després de la mort de Belinski en 1848, Drujinin i Pàvel Ànnenkov es van convertir en els crítics més importants de Rússia.
Quan se'n va anar de Sovremennik, va editar la revista El Gabinet de Lectura, on es proposava una visió conservadora de la literatura, on es negava que hauria d'estar subordinada a objectius socials i polítics, que va ser el plantejament defensat per Txernixevski i Dobrolíubov, les veus ideològiques de Sovremennik. Drujinin es va convertir en un dels principals defensors del moviment estètic en la literatura russa, juntament amb Pàvel Ànnenkov i Vassili Botkin.

Drujinin també va ser el principal iniciador del Fons literari, una organització el propòsit de la qual era donar assistència financera als escriptors necessitats. Fiódor Dostoievski treballà com a secretari del Fons entre 1863 i 1865. Dostoievski també va participar amb Drujinin en la recaptació de fons per a l'organització.
Drujinin va mantenir amistat amb molts dels seus contemporanis més famosos, incloent Lev Tolstoi, Aleksandr Ostrovski i Ivan Turguénev, amb qui va intercanviar cartes. Va morir de tuberculosi en 1864, i va ser enterrat al cementiri de Vólkovo de Sant Petersburg.